# Comocrus contorta
Comocrus contorta là một loài bướm đêm trong họ Noctuidae.